# Evergestis pechi
Evergestis pechi ist ein Schmetterling aus der Familie der Crambiden (Crambidae).

## Merkmale
Die Falter erreichen eine Flügelspannweite von 28 bis 30 Millimeter. Die Art ähnelt den westlichen Populationen von Evergestis frumentalis in Größe, Gestalt und Färbung. Die Flügel sind allerdings etwas schmaler und die Zeichnung ist einfacher und kontrastreicher. Die Antemedianlinie ist scharf gewinkelt und deutlicher. Die Postmedianlinie ist gekerbt, basad davon verlaufen unterschiedlich lange weiße Striche.
Bei den Männchen verjüngt sich der Schaft des Uncus nicht. Die Spitze ist stumpf und etwas warzig. Der Gnathos verjüngt sich zu einer scharfen Spitze und ist mit einer Reihe nach hinten gerichteter Zähne versehen, die sich bis über die Mitte des Schafts erstreckt. Dort weitet sich die Zahnreihe zu einem Feld deutlich kleinerer Zähne. Die Valven sind parallelwandig, der Apex ist rundlich. Das Klammerorgan (Clasper) hat die Form einer niedrigen, dreieckigen Sklerotisierung, an die ein Feld mit langen, steifen Borsten angrenzt. Ein Bereich mit ähnlichen Borsten grenzt an den vorderen Rand der Valven zwischen Klammerorgan und Basis. Der Phallus ist nahezu gerade und kräftig. Das Ende ist spitz ausgezogen und sehr warzig. Im distalen Teil befinden sich zwei dichte Cornuti-Gruppen und zwei bürstenförmige Bereiche.
Bei den Weibchen ist das Corpus bursae unregelmäßig birnenförmig, die Basis ist nach hinten gerichtet. Die Signa sind sehr groß. Der Ductus bursae ist schmal und geknickt. Vor dem langen, sklerotisierten Colliculum befinden sich zwei kleine sklerotisierte Lappen.

## Verbreitung
Evergestis pechi ist in Nordafrika und in Jordanien beheimatet. Daneben gibt es einzelne Nachweise von Malta (Mriehel 1951, Valetta 1953, Sammut 2003) sowie aus den spanischen Provinzen Huelva, Málaga (Goater 2003) und Almería.

## Biologie
Chrétien fand in der Provinz Biskra (Algerien) und im Gouvernement Gafsa (Tunesien) Falter von März bis Mai. Die Raupen fressen an den Blüten und vor allem an den Schoten von Sisymbrium irio, Diplotaxis harra und anderen Kreuzblütengewächsen. Bei einem Gelege schlüpften die Raupen nach etwa zehn Tagen und verpuppten sich nach 23 bis 28 Tagen. Der eiförmige, harte Kokon besteht aus weißer Seide, in die Sandpartikel eingesponnen sind.

## Systematik
Aus der Literatur sind folgende Synonyme bekannt:
- Eurycreon pechi Bethune-Baker, 1885
- Orobena renatalis Oberthür, 1887
- Phlyctaenodes buckwelli D. Lucas, 1955

## Belege
1. 1 2 3 4 5 6 7  Barry Goater, Matthias Nuss, Wolfgang Speidel: Pyraloidea I (Crambidae, Acentropinae, Evergestinae, Heliothelinae, Schoenobiinae, Scopariinae). In: P. Huemer, O. Karsholt, L. Lyneborg (Hrsg.): Microlepidoptera of Europe. 1. Auflage. Band 4. Apollo Books, Stenstrup 2005, ISBN 87-88757-33-1, S. 82 (englisch).
2. ↑  Goater, B. (2003): Evergestis pechi (Bethune-Baker, 1885) in southern Spain. A new species for Spain and Europe (Lepidoptera: Pyralidae, Evergestinae). SHILAP Revta. Lepid. 31 (123): S. 225–228.
3. ↑  Ylla, J., Macià, R., Dionisio, M. Huertas (2008): Pirálidos y Crámbidos detectados en Almería, España (Lepidoptera: Pyraloidea). SHILAP Revista de Lepidopterología 36(142): S. 191–204
4. 1 2  Chrétien, Pierre (1916): Contribution a la connaissance des Lepidopteres du Nord de 1'Afrique. Notes biologiques et critiques. Annls Soc. ent. Fr. 85 (1916): S. 451. Scan bei Biodiversity Heritage Library
5. ↑  Evergestis pechi bei Fauna Europaea. Abgerufen am 20. Juni 2013
6. ↑  Global Information System on Pyraloidea (GlobIZ). Abgerufen am 20. Juni 2013.
7. ↑  Baker G. T. (1885):  Descriptions of some new species of Lepidoptera from Algeria. The Entomologist's Monthly Magazine 21: S. 268